# Бандата на кравите
„Бандата на кравите“ (на английски: Home of the Range) е американски анимационен филм от 2004 година, продуциран от Walt Disney Feature Animation и е пуснат от Walt Disney Pictures. Това е 45-ият анимационен филм на Дисни и последният традиционно анимиран филм, преди „Принцесата и жабокът“ през 2009 г. Пуснат е на екран на 2 април 2004 година, получава смесени отзиви от критиците и събира 145,5 милиона долара в боксофиса.
Филмът е наречен на популярната едноименна кънтри песен, а в главните роли озвучаващия състав на филма (на английски език) се състои от Роузан Бар, Джуди Денч, Дженифър Тили, Куба Гудинг Джуниър, Ранди Куейд и Ричард Риле. Действието се развива в Дивия Запад и проследява приключенията на 3 млечни крави, опитващи се да защитят фермата, в която живеят от конфискация, с помощта на кон на име Бък и сакат заек, наречен Лъки Джак. Те се опитват да постигнат това най-вече като заловят опасния крадец на добитък Аламеда Смит, прибирайки парите от наградата обявена "за главата му". Техен противник, освен самия грабител и хората от бандата му, е и ловецът на глави Рико, а в тяхна полза действат местният шериф Сам Бран и неговите помощник-шерифи.

## Сюжет
През май 1889 година, Маги е единствената крава, която е останала в ранчото на мистър Диксън, след като Аламеда Слим (който е прочут с това, че може да открадне 5000 говеда за една нощ, но никой не е наясно как; и отначало не става ясно защо не е успял да отмъкне и тази крава) открадва всичкия останал добитък на фермера. Затова той я продава на Пърл Геснер, мила, застаряваща жена, която управлява друга малка ферма, наречена „Райско кътче“, но всъщност и тя е заплашена от фалит, както и съобщава Сам Браун, местният шериф, обяснявайки й, че има 3 дни срок да плати на банката 750 долара, ако ли не - стопанството й ще се продаде на търг.  Като чува това, Маги убеждава останалите две крави във фермата (глуповатата и весела Грейс и Госпожа Калоуей, която е по-отракана и грубиянка) да отидат в града, за да се опитат да спечелят парични награди на провеждания по това време панаир. Докато кравите са в града, ловецът на глави  Рико, довежда заловен престъпник и прибира наградата за него от шерифа. Кравите решават да последват примера му, научавайки че за прословутия крадец на добитък Аламеда Слим, наградата е точно търсената от тях сума. За Маги това е възможно, защото тя всъщност знае тайната на престъпника и съставя план как да го хванат. Същата нощ те се скриват сред голямо стадо волове, в чакане на разбойника. Когато се появява, Слим запява вълшебен йодл, от който всички говеда изпадат в транс и танцувайки несъзнателно, тръгват след него и го следват навсякъде. Грейс, която е със съвсем слаб слух е в състояние да върне разума на приятелките си и да разберат посоката, в която води другите, но той прегражда пътя си и така им пречи да го последват, както и на Рико (който временно язди коня на шерифа - Бък) и хората му. Бък е много доволен, че е с ловеца на глави, на когото дълбоко се възхищава, но не остава още дълго негов кон - когато ловец чува чудноватото му цвилене в присъствие на трите крави, той решава че конят се е уплашил от тях и предпочита да го отпрати. Всъщност Бък обсъжда с Маги, Грейс и Госпожа Калоуей станалото до момента, мъчейки се да говори с тях на кравешки. Той решава сам да потърси Слим. И кравите продължават да го търсят, решени да задминат Бък и да стигнат първи до Слим, но скоро съвсем се загубват. Мисис Калоуей обвинява Маги, че е тръгнала в преследването само за да си отмъсти на бандита за опустошаването на фермата на Диксън. Тя и Грейс решават да се върнат в „Райско кътче“, за последно сбогом, а Маги - да продължи сама. Но на сутринта трите са събудени от Лъки Джак, окуцял заек, който обещава да им помогне, срещу Слим, който се е настанил в предишното му жилище - стара мина, наречена Мината на ехото. Когато намират Слим в леговището му, го чуват да споделя, че кражбата на добитъка е само част от зловещия му план - с парите спечелени от продажбата му, той изкупува земята на разорените фермери, под маската на почтен предприемач, наричайки се Янси О'Дел и именно в тази си роля смята да отиде в града и да купи "Райско кътче" на търга. Отначало кравите залавят злодея, но се намесват съучастниците му и неговият бизнес-партньор, изкупуващ говедата. Започва се гонитба с помощта на един парен влак, а когато и пристигналият уж да залови бандита Рико се появява, става ясно, че той е на негова страна и Слим не само, че успява да се измъкне, но и наистина тръгва за търга. Кравите са зарязани, насред пустинята, затворени във влака, но Бък ги спасява, сражавайки се с ловеца на глави. Те стигат на търга навреме, Слим е заловен, и с парите от наградата фермата е откупена и остава у Пърл Геснър, а животните, откраднати напоследък от разбойниците - освободени и върнати.

## Актьорски състав
- Роузан Бар – Маги, крава., Излагана на панаири, тя е най-новото животно в „Райско кътче“.
- Джуди Денч – Госпожа Калоуей, крава. Лидер на животните във фермата.
- Дженифър Тили – Грейс, крава. Голяма оптимистка и наивница, но с късмет.
- Куба Гудинг Джуниър – Бък, кон. Иска да стане герой.
- Ранди Куейд – Аламеда Слим, наричащ се и Янси О'Дел. Главният злодей във филма.
- Чарлс Денис – Рико, известен ловец на глави и идол на Бък. Всъщност - приятел на Слим.
- Чарлс Хейд – Лъки Джак, несръчен заек с дървен крак, който според него носи късмет.
- Карол Кук – Пърл Геснър, фермерка. Основател на фермата „Райско кътче“. Купува Маги.
- Джо Флахърти – Джеб, сърдита коза в „Райско кътче“.
- Стив Бушеми – Уесли, прекупвач на добитък, на когото Аламеда Слим разчита.
- Ричард Риле – Сам Браун, градския шериф и стопанин на коня Бък.
- Ланс ЛеГоулт – Джуниър, бизон на Аламеда Слим.
- Джордж Уилям Бейли – Ръсти, куче на Сам. Приятел на Бък.
- Денис Уийвър – Абнър Диксън, фермер. Говедата му, освен Маги, са откраднати от Слим.
- Патрик Уорбъртън – Патрик, кон на Рико. Той временно го заменя с Бък.
- Естел Харис – Одри, кокошка в „Райско кътче“.
- Сам Дж. Левайн – братята Уили, трима племенници и помощник-шерифи на Сам.
- Ан Ричардс – Ани.

## В България
В България филмът е по киносалоните на "Съни филмс "от 10 септември 2004 година.
На 21 ноември 2017 г. се излъчва по HBO с български войсоувър дублаж на Доли Медия Студио. Екипът се състои от:
| Преводач            | Елена Илиева                                                  |
| Озвучаващи артисти  | Ася Рачева Мина Костова Елена Бойчева Петър Бонев Иван Велчев |
| Тонрежисьор         | Ясен Пенчев                                                   |
| Режисьор на дублажа | Йоанна Микова                                                 |